# Euproctis emilei
Euproctis emilei is een vlinder uit de familie spinneruilen (Erebidae), onderfamilie donsvlinders (Lymantriinae). De wetenschappelijke naam van deze soort is voor het eerst geldig gepubliceerd in 1973 door Griveaud.
De soort komt voor in tropisch Afrika.